# Сан Феле
Сан Фѐле (на италиански: San Fele) е малко градче и община в Южна Италия, провинция Потенца, регион Базиликата. Разположено е на 920 m надморска височина. Населението на общината е 3080 души (към 2013 г.).